# 原田茂生
原田 茂生（はらだ しげお、1932年8月6日 - 2017年12月12日）は、日本のバリトン歌手。東京芸術大学名誉教授、尚美学園大学名誉教授。二期会会員。

## 生涯
高知県高知市生まれ。1955年京都大学工学部卒業。1960年に東京芸術大学音楽学部声楽科卒業。伊藤武雄、矢田部勁吉、中山悌一に師事。DAAD奨学生として1961年ミュンヘン音楽大学およびベルリン芸術大学に留学。
1965年からドイツ・プフォルツハイム市立歌劇場のバリトン歌手として専属契約、『セヴィリアの理髪師』のフィガロでデビュー。1969年帰国以来、二期会を中心とするオペラ公演・各オラトリオ公演に出演した。ドイツ歌曲のスペシャリストとして、これまでに国内外で数多くのリサイタルを開くかたわら、『美しい水車小屋の娘』『冬の旅』『シューマン歌曲集』『R.シュトラウス歌曲集』等のCDを録音している。
また、ディートリヒ・フィッシャー＝ディースカウの著書『シューベルトの歌曲をたどって』『シューマンの歌曲をたどって』（白水社）等の翻訳、『シューベルト歌曲選集』(I,II,III)、『イタリア古典声楽曲集』(I,II)（教育芸術社）などの楽譜編纂、さらには『レコード芸術』等の新譜CD批評にも力を注いでいる。1987年と1992年には州立シュトゥットガルト音楽大学とベルリン芸術大学でドイツ歌曲解釈の特別講座を開いた。
後進の指導も積極的に行い、1969年より2000年まで東京芸術大学講師、助教授、教授を務め、現在国内外で活躍する多くの歌手や音楽教育者を育てた。同時にオペラ研究部長、学生部長、音楽学部長、演奏芸術センター長等を歴任。東京芸術大学退官後、2000年から2004年まで尚美学園大学芸術情報学部長を務めた。
2017年12月12日、老衰のため逝去。85歳没。